# Werner Benecke
Werner Benecke (ur. 1964 w Brunszwiku) – niemiecki historyk, wykładowca, pracownik naukowy Europejskiego Uniwersytetu Viadrina we Frankfurcie nad Odrą.
Studiował historię i slawistykę na Uniwersytecie w Getyndze. W 1997 zamknął przewód doktorski, a w 2004 uzyskał habilitację. Wykładał w Dreźnie i Lipsku. Obecnie kierownik Katedry Historii Kultury Europy Środkowej i Wschodniej na Europejskim Uniwersytecie Viadrina.
Jedną z jego najnowszych publikacji jest książka na temat bitwy pod Kunowicami: "Kunersdorf 1759/ Kunowice 2009. Studien zu einer europäischen Legende/ studium pewnej europejskiej legendy" (Logos Verlag 2010).